# Rakowiec (rejon tarnopolski)
Rakowiec (ukr. Раковець, Rakoweć) – wieś na Ukrainie w rejonie tarnopolskim należącym do obwodu tarnopolskiego. Położony jest na zachodnim brzegu Strypy.
Według Słownika Geograficznego Królestwa Polskiego (om IX, 1888) znajdował się tu dwór należący do Zakładu narodowego imienia Ossolińskich we Lwowie. Wówczas wieś leżała w Galicji w powiecie podhajeckim.
W 1857 roku wieś liczyła 625 mieszkańców, zaś 1880 roku mieszkało tu 645.
W 1890 roku wieś liczyła 920 mieszkańców. Znajdowała się tu wówczas szkoła i kaplica.
W II Rzeczypospolitej wieś w powiecie podhajeckim województwa tarnopolskiego.
W latach 1944–1945 nacjonaliści ukraińscy z OUN-UPA zamordowali tutaj 6 Polaków.
W latach 1939–2020 wieś leżała w rejonie trembowelskim.